# Búðardalur
Búðardalur è una località del comune di Dalabyggð nell'Islanda occidentale, lungo il fiordo Hvammsfjörður. 

## Geografia

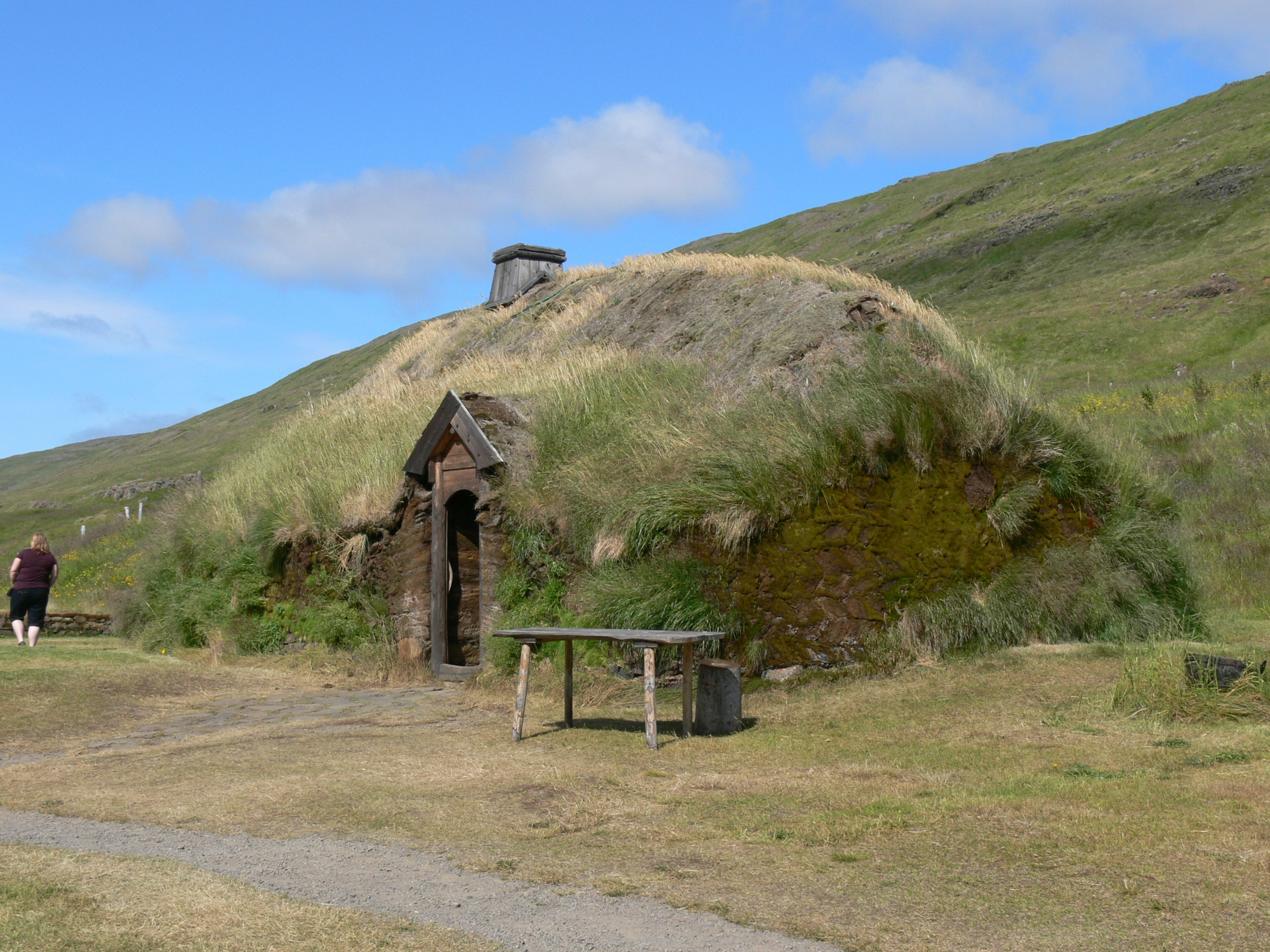
Ricostruzione della casa di Erik il Rosso ad Eiríksstaðir

Il paese ha una lunga storia, risalente al tempo dei primi insediamenti in Islanda. Il significato del nome è Valle di campi ed è qui che ai coloni venivano assegnati dei campi temporanei all'arrivo in questa zona.
A breve distanza dal paese si trova Eiríksstaðir, la base di Erik il Rosso, l'esploratore che partì nel 985 per scoprire la Groenlandia e che fu padre di Leif Erikson, che a sua volta sbarcò nelle Americhe a Terranova prima del viaggio di Cristoforo Colombo.